# سندرم گرسمن-اشتروسلر-شاینکر
گرسمن-اشتروسلر-شاینکر (به انگلیسی:Gerstmann–Sträussler–Scheinker syndrome) یا سندرم جی‌اس‌اس (GSS) یک بیماری تحلیل برنده عصبی بسیار نادر، معمولاً موروثی و کشنده است که در سنین ۲۰ تا ۶۰ سالگی بروز می‌کند. این بیماری به دلیل نقش پروتئین پریون در رده بیماری‌های انسفالوپاتی‌های اسفنجی شکل طبقه‌بندی شده است. جی‌اس‌اس اولین بار توسط جوزف گرسمن، ارنست اشتروسلر و ایلیا شاینکر گزارش شد.
جی‌اس‌اس یک بیماری وراثت اتوزومال غالب است.
از نشانه‌های این بیماری می‌توان به ناهماهنگی حرکتی، علائم آسیب به راه هرمی و حتی زوال عقل اشاره کرد. با پیشرفت بیماری این علائم وخیم‌تر می‌شوند.

## نشانه‌ها
علائم این بیماری با دیس‌آرتری (دشواری در سخن گفتن) و آتاکسی (ناهماهنگی حرکتی) خفیف آغاز می‌شوند و این علائم به کندی رشد می‌کنند. در مراحل پیشرفته‌تر این بیماری ممکن است عارضه زوال عقل رخ دهد. از دست دادن حافظه نیز ممکن است یکی از نشانه‌های اولیه جی‌اس‌اس باشد. گرفتگی عضلانی میکلونوس (انقباض ناگهانی و شوک مانند قسمتی از عضله یا تمامی یک عضله یا گروهی از عضلات) نیز گاهی در این بیماری دیده می‌شود. بیماران مبتلا به این بیماری ممکن است نشانه‌هایی از نیستاگموس (حرکت ارادی و ناگهانی و مکرر کره چشم)، اختلالات بینایی و حتی نابینایی و ناشنوایی را نشان دهند. یافته‌های آسیب‌شناسی عصبی در مورد این بیماری ته‌نشینی گسترده پلاک‌های آمیلوئید به همراه پروتئین‌های پریون غیرطبیعی چین‌دار را نشان می‌دهد.

## علل
جی‌اس‌اس توسط پریون‌ها ایجاد می‌شود.
تغییری در رمز ژنتیکی ۱۰۲ از پرولین به لوسین در ژن پروتئین پریون (PRNP، در کروموزوم ۲۰ انسان) در بسیاری از افراد مبتلا به این بیماری شناسایی شده است. بنابراین به نظر می‌رسد این تغییر ژنتیکی در اغلب موارد برای رشد بیماری لازم است.

## تشخیص
جی‌اس‌اس با آزمایش ژنتیک قابل شناسایی است. در این آزمایش نمونه خون و دی‌ان‌ای فرد برای یافتن ژن جهش‌یافته بررسی می‌شوند. فرزندان افراد مبتلا به این بیماری در خطر به ارث بردن این ژن جهش‌یافته قرار دارند.

## درمان
هیچ درمانی برای جی‌اس‌اس یا برای کند کردن پیشرفت آن وجود ندارد. اگرچه درمان و کند کردن اثرات ناشی از علائم این بیماری تا حدی ممکن است. هدف این درمان‌ها بهتر کردن زندگی بیمار تا حد ممکن است.

## مدت
مدت بیماری می‌تواند از ۳ ماه تا ۱۳ سال به طول بینجامد. میانگین مدت این بیماری ۵ یا ۶ سال است.